# Angiopteris palmiformis
Angiopteris palmiformis är en kärlväxtart som först beskrevs av Antonio José Cavanilles, och fick sitt nu gällande namn av C. Chr. Angiopteris palmiformis ingår i släktet Angiopteris och familjen Marattiaceae. Inga underarter finns listade i Catalogue of Life.